# Consolato Del Mare

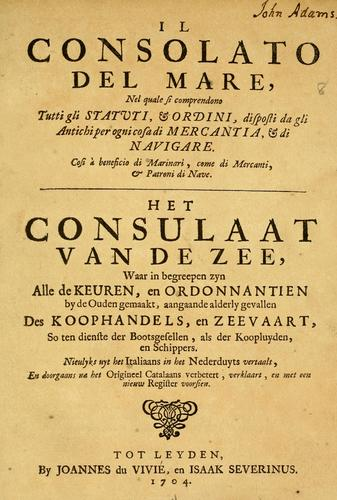
«Consolato del mare» (Морской консулат). Итальянский и голландский переводы. 1704

«Консолято дель маре» (итал. Consolato del mare) — наиболее известный и важный из средневековых сборников морского права. Время и место его составления, а также автор, в точности неизвестны; предполагают, что редакция его принадлежит частной инициативе и относится к XIII или XIV векам.
Сборник первоначально составлен на каталонском наречии и, по всей вероятности, предназначался для руководства морских консулов Барселоны, поэтому иногда его называют Барселонскими законами. В 1519 был переведен и издан в Риме на итальянском языке.
В первом печатном издании («Le libre de consolat…», 1494 год), а также во всех сохранившихся рукописях, «Морской консулат» соединен с другими памятниками в одной непрерывной нумерации глав. Собственно Морской консулат — или «Добрые морские обычаи», «морские капитулы», как называли его в средние века — заключает 252 главы (с 46 по 297); ему предшествует устав морских консульских судов и подробное изложение процесса по морским делам, а вслед за ним помещены регламент для каперских судов и ряд других актов, имеющих отношение к барселонским судам.
Морской консулат содержит выработанные обычаем и применявшиеся на северо-западном побережье Средиземного моря нормы частного морского права; публичного права касаются только гл. 276 (о неприкосновенности нейтрального груза) и 290 (о репризах).
Материал расположен без определенного порядка, метод изложения — казуистический, язык — простой, народный.
Consolato del mare приобретает всеобщую известность лишь с конца XV века, после появления его печатного издания. С XVI века он постепенно реципируется и, вытесняя местные морские обычаи, сперва в Средиземном море, а затем и на северных берегах Европы, что ведет к созданию того единства морского права, которое достигнуто в настоящее время.
В некоторых странах, особенно в Англии, Consolato del mare сохранял свой авторитет ещё в конце XIX веке.